# Fontaine-les-Ribouts
Fontaine-les-Ribouts is een gemeente in het Franse departement Eure-et-Loir (regio Centre-Val de Loire) en telt 209 inwoners (1999). De plaats maakt deel uit van het arrondissement Dreux.

## Geografie
De oppervlakte van Fontaine-les-Ribouts bedraagt 7,2 km², de bevolkingsdichtheid is 29,0 inwoners per km².
De onderstaande kaart toont de ligging van Fontaine-les-Ribouts met de belangrijkste infrastructuur en aangrenzende gemeenten.

## Demografie
Onderstaande figuur toont het verloop van het inwonertal (bron: INSEE-tellingen).